# Cours Lamartine (Abidjan)
Pour les articles homonymes, voir Lamartine.
Le Cours Lamartine est un lycée français d’Abidjan,, en Côte d'Ivoire.

## Situation
Il est situé dans le quartier de Marcory, à Abidjan.

## Présentation
Les classes s'échelonnent de la toute petite section à la terminale (Général ou STMG).
Le lycée accueille des enfants de toutes nationalités et dispense un enseignement conforme aux programmes et aux exigences de l'Éducation nationale française. Il suit donc en matière d'enseignement et de calendrier scolaire les règles applicables aux établissements publics français. Il dispense un enseignement laïc, indépendant de toute emprise politique, économique, religieuse et idéologique, dans le respect de la diversité des opinions et des croyances.

## Formations

### Collège
| Diplôme préparé            | Intitulé de la formation |
| -------------------------- | ------------------------ |
| Diplôme national du brevet | -                        |

### Lycée

#### Formations générales
| Diplôme préparé      | Intitulé de la formation          |
| -------------------- | --------------------------------- |
| Baccalauréat général | Littérature                       |
| Baccalauréat général | Économique et social              |
| Baccalauréat général | Sciences de la vie et de la terre |

#### Formations technologiques
| Diplôme préparé            | Intitulé de la formation                                |
| -------------------------- | ------------------------------------------------------- |
| Baccalauréat technologique | Sciences et technologies du management et de la gestion |

## Sources et références
1. ↑  On entend par école française une école qui a signé une convention avec l'ADFE
2. ↑  « Accueil », sur aefe.fr (consulté le 21 mai 2023).